# Nanae Chrono
Nanae Chrono (jap. 黒乃 奈々絵, Kurono Nanae; * 18. Juni 1980 in Utsunomiya, Tochigi, Japan) ist eine japanische Mangaka, die in Deutschland vor allem durch die Manga Peace Maker Kurogane und Vassalord Bekanntheit erlangte.

## Leben
Durch den Einfluss verschiedener Manga, wie zum Beispiel Nangoku Shounen Papuwa-kun (南国少年パプワくん) und Ushio to Tora (うしおととら), begann sie mit dem Zeichnen eigener Manga.
Ihr Fernseh-Debüt hatte sie in der Sendung Anata no makoto wa nan desu ka (〜あなたの『誠』はなんですか〜) von NHK-BShi.

## Werke

### Manga
- Wagamama Tenshi no Sodatekata (ワガママ天使の育て方; 1999, Kurzgeschichte)
- Peace Maker (新撰組異聞PEACE MAKER Shinsengumi Imon Peace Maker; 1999–2001)
in Japan erschienen im Magazin Shōnen GanGan; in Deutschland erschienen bei Tokyopop; 5 Bände (abgeschlossen)
- Peace Maker Kurogane (PEACE MAKER鐵; seit 2002)
in Japan erschienen im Magazin Shōnen GanGan; in Deutschland erschienen bei Tokyopop; bisher 11 Bände
- Senki Senki Momotama (殲鬼戦記ももたま; 2006)
- Vassalord (ヴァッサロード Vassarōdo; 2006–2013)
in Japan erschienen im Comic Blade Magazin; in Deutschland erschienen bei Tokyopop; 7 Bände (abgeschlossen)
- Paka Run (パカ☆RUN Paka☆Run; 2008)

### Artbooks
- Kuro no Ga (黒ノ蛾, 2004)
Artbook zu dem Manga Peace Maker Kurogane, 92 Seiten, farbig
- Chrono Graffiti (2008)
Artbook zu Senki Senki Momotama und Vassalord, 402 Seiten, farbig